# 回弹硬度
回弹硬度又称为冲撞硬度和马尔特氏硬度，它测量的是一个带金刚石触头的重锤从一定高度落向被测物质以后弹回的高度。测量这个物理量的仪器被称作肖氏硬度计（回跳硬度计）。

一种测量回弹硬度的度量衡叫做班氏硬度等级。